# بيتر س. فان
بيتر س. فـان (بالإنجليزية: Peter C. Phan)‏ هو قسيس أمريكي، ولد في 5 يناير 1943 في فيتنام.